# 3. Riigikogu

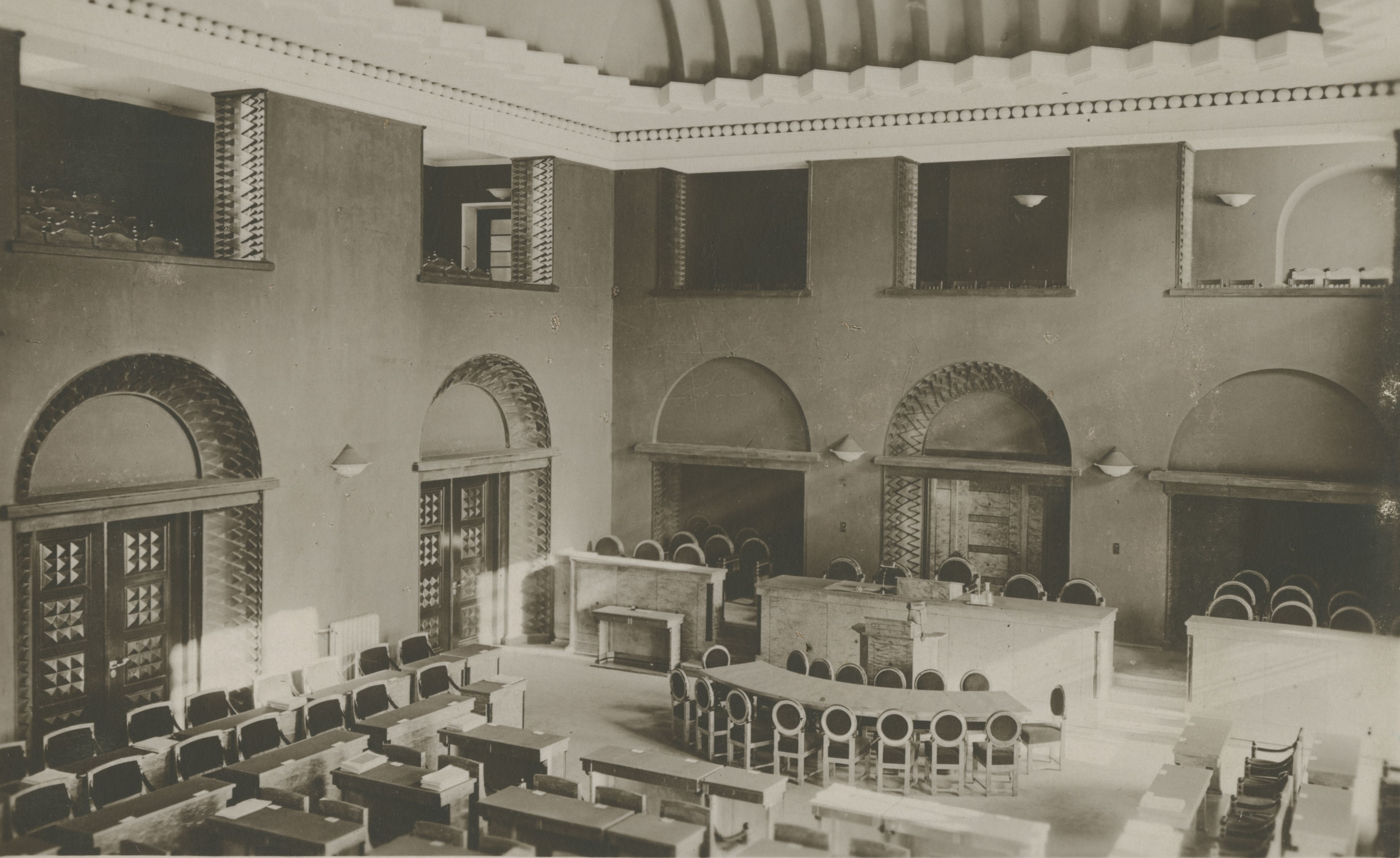
Blick in den Plenarsaal (Foto aus den 1920er Jahren)

Die 3. Legislaturperiode des Parlaments der Republik Estland, der 3. Riigikogu (estnisch III Riigikogu), dauerte vom 15. Juni 1926 bis zum 14. Juni 1929.

## Parlamentswahl 1926
1918 wurde die Republik Estland als demokratischer Rechtsstaat gegründet. Im Mittelpunkt des politischen Systems von Anfang der 1920er Jahre bis Mitte der 1930er Jahre stand das Parlament.
Vom 15. bis 17. Mai 1926 fanden die Wahlen zur dritten Legislaturperiode des estnischen Parlaments (Riigikogu) statt. Die Amtszeit des Parlaments betrug nach der Verfassung von 1920 drei Jahre.
Die 100 Abgeordneten wurden nach dem Verhältniswahl gewählt. Die Parteien stellten für die Wahl Listen für die zehn Wahlkreise auf. Dieselben Kandidaten konnten in mehreren Wahlkreisen kandidieren. Die Sitzzuteilung erfolgte nach dem D’Hondt-Verfahren.
Als Folge der Parlamentswahl 1923, bei denen sich 26 Parteien und Gruppierungen zur Wahl gestellt und vierzehn den Einzug ins Parlament geschafft hatten, wurde das Wahlgesetz im Februar 1926 geändert. Ziel war es, einer erneuten Zersplitterung entgegenzuwirken und die Arbeit des Parlaments zu erleichtern. Alle Parteien mussten eine Kaution hinterlegen, um zur Wahl zugelassen zu werden. Außerdem führte Estland eine Sperrklausel ein: nur wenn eine Partei zwei Abgeordnetensitze errungen hat, konnte sie ins Parlament einziehen.

## Im Parlament vertretene Parteien 1926 bis 1929
| Partei | Partei                                                                   | deutscher Name                                                                                | politische Orientierung      | % (Wahl 1926) | Sitze (Wahl 1926) | % (Wahl 1923) | Sitze (Wahl 1923) |
| ------ | ------------------------------------------------------------------------ | --------------------------------------------------------------------------------------------- | ---------------------------- | ------------- | ----------------- | ------------- | ----------------- |
|        | Eesti Sotsialistlik Tööliste Partei                                      | Estnische Sozialistische Arbeiterpartei                                                       | sozialdemokratisch           | 22,9 %        | 24                | 18,7 %        | 20                |
|        | Põllumeeste Kogud                                                        | Bund der Landwirte                                                                            | agrarisch-konservativ        | 21,4 %        | 23                | 21,6 %        | 23                |
|        | Asunikkude, Väikepõllupidajate ja Riigirentnikkude Koondis               | Vereinigung der „Siedler, Kleinbauern und Staatspächter“                                      | agrarisch; Mitte-links       | 13,5 %        | 14                | 3,8 %         | 4                 |
|        | Eesti Tööerakond                                                         | Estnische Arbeitspartei                                                                       | Mitte-links                  | 12,3 %        | 13                | 11,2 %        | 12                |
|        | Eesti Rahvaerakond                                                       | Estnische Volkspartei                                                                         | Mitte-rechts                 | 7,4 %         | 8                 | 7,5 %         | 8                 |
|        | Eesti Tööliste Partei                                                    | Estnische Arbeiterpartei                                                                      | linkssozialistisch           | 5,8 %         | 6                 | 9,5 %         | 10                |
|        | Kristlik Rahvaerakond                                                    | Christliche Volkspartei                                                                       | christlich-konservativ       | 5,4 %         | 5                 | 7,3 %         | 8                 |
|        | Vene Rahva ühendatud nimekiri                                            | Vereinigte Liste des russischen Volkes                                                        | russischsprachige Minderheit | 3,3 %         | 3                 | 4,1 %         | 4                 |
|        | Saksa-Balti Erakond                                                      | Deutsch-baltische Partei                                                                      | deutschsprachige Minderheit  | 2,5 %         | 3                 | 3,5 %         | 3                 |
|        | Üleriikline Majaomanikkude Seltside Liit ja teised eraomanduse pooldajad | „Gesamtstaatliche Union der Hauseigentümervereine und andere Befürworter des Privateigentums“ | Hauseigentümer               | 2,4 %         | 2                 | 2,2 %         | 2                 |

## Konstituierung
Das neu gewählte Parlament trat zur konstituierenden Sitzung der 3. Legislaturperiode am 22. Juni 1926 im Tallinner Schloss zusammen.

## Parlamentspräsident der 3. Legislaturperiode

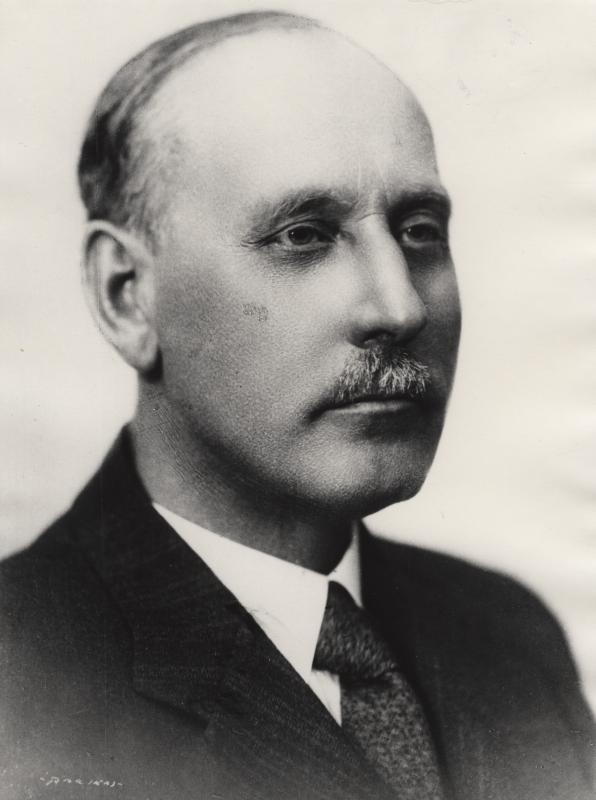
Der frühere Innenminister Karl Einbund (später Kaarel Eenpalu) wurde 1926 zum Parlamentspräsidenten gewählt

Das Parlament wählte in Nachfolge von August Rei von der Estnischen Sozialistische Arbeiterpartei (Eesti Sotsialistlik Tööliste Partei – ESTP) den früheren Innenminister Kaarel Eenpalu (ab Mitte der 1930er Jahre estnisiert in Kaarel Eenpalu) vom konservativ-agrarischen Bund der Landwirte (Põllumeeste Kogud – PK) zum neuen Parlamentspräsidenten. Er hatte das Amt während der gesamten Legislaturperiode inne.

## Abgeordnete
Die gesetzliche Mitgliederzahl des Riigikogu betrug 100 Abgeordnetenmandate. Insgesamt hatten im Laufe der 3. Legislaturperiode 129 Personen ein Abgeordnetenmandat inne, darunter zwei Frauen (Alma Ostra-Oinas und Rosalie Verner, letztere allerdings nur formal).

## Gesetzgebung
In seiner 3. Legislaturperiode nahm der Riigikogu insgesamt 291 Gesetze an. Er verabschiede zehn Entscheidungen, elf Haushaltsbeschlüsse sowie vier weitere Rechtsakte.

## Ende der 3. Legislaturperiode
Mit Ende der nach der Verfassung dreijährigen Legislaturperiode fanden vom 11. bis 13. Mai 1929 Parlamentswahlen statt. Am 2. Juli 1929 kam der neu gewählte Riigikogu zur ersten Sitzung seiner vierten Legislaturperiode zusammen.